# Tim Rozon
Timothy James „Tim” Rozon (ur. 4 czerwca 1976 w Montrealu) – kanadyjski aktor telewizyjny, model i producent filmowy.
Dorastał w Montrealu. Debiutował na małym ekranie w dramacie telewizyjnym Wielki Gatsby (The Great Gatsby, 2000) z Mirą Sorvino. Pojawił się w trzech epizodach MTV Undressed i dwóch epizodach serialu TeleAction/YTV Piątki z czymś (Fries with That, 2004). Sławę przyniosła mu postać Toma 'Tommy'ego Q' Quincy w muzycznym serialu Gwiazda od zaraz (Instant Star, 2004-2008). Po raz pierwszy na kinowym ekranie wystąpił w 2004 w dramacie kanadyjskim Niewinny (Pure) jako Sam. Wystąpił w teledysku Cory Lee „No shoes, No Shirt”.

## Filmografia

### Filmy
- 2000: Wielki Gatsby (The Great Gatsby, TV) jako Elegant
- 2003: Chłopak pilnie poszukiwany (See Jane Date, TV) jako kelner
- 2004: Szefowa (Crimes of Fashion, TV) jako Marcus
- 2004: Pure jako Sam
- 2006: Wróć na scenę (Duo) jako Lewis
- 2006: End of the Line jako John
- 2007: 2 Strangers and a Foosball jako Duke
- 2009: Tajemnica Syriusza: Polowanie (Screamers: The Hunting) jako Madden
- 2009: Production Office jako Double D
- 2011: Befriend and Betray (TV) jako
- 2013: Sarila jako Putulik (głos)

### Seriale TV
- 2004: Nagi Josh (Naked Josh) jako Charles
- 2004: I tak, i nie (I Do (But I Don't)) jako Rick Corina
- 2004: 15/Love jako Jimmy Kane
- 2004: Fries with That jako John Smith
- 2004-2008: Gwiazda od zaraz (Instant Star) jako Tom „Tommy Q” Quincy
- 2009: The Listener: Słyszący myśli jako Peter Garvin
- 2010: Nowe gliny jako Gabe Lessing
- 2011: Punkt krytyczny jako Alex Carson
- 2011: Osiemnastka i co dalej jako model
- 2013: Zagubiona tożsamość jako Massimo „The Druid”
- 2015–2017: Schitt’s Creek jako Mutt Schitt
- 2016-2021: Wynonna Earp jako Doc Holliday
- 2017: Szpital nadziei jako Spencer Walsh